# 北海道道236号勇足池田線
北海道道236号勇足池田線（ほっかいどうどう236ごう ゆうたりいけだせん）は、北海道中川郡本別町と同郡池田町を結ぶ一般道道（北海道道）である。

## 概要

### 路線データ
- 起点：北海道中川郡本別町勇足（国道242号交点）
- 終点：北海道中川郡池田町字昭栄（北海道道73号帯広浦幌線交点）
- 総延長：24.3km

## 歴史
- 1957年（昭和32年）3月30日 - 136号として路線認定[1]。
- 1994年（平成6年）10月1日 - 路線番号を236号に変更[2]。

## 地理

### 通過する自治体
- 十勝総合振興局
  - 中川郡
    - 本別町
    - 池田町

### 主な接続道路
本別町
- 国道242号 - 勇足（起点）

池田町
- 北海道道974号東台留真線 - 東台
- 北海道道73号帯広浦幌線 - 昭栄（終点）